# Domenico Giani
Domenico Giani (n. Arezzo Toscana, 16 de agosto de 1962) es un policía italiano. fue el inspector general del Cuerpo de Gendarmería de la Ciudad del Vaticano, y escolta personal del papa.

## Biografía
Licenciado en pedagogía por la Universidad de Siena, posteriormente trabajó como policía, siendo nombrado oficial de la Guardia di Finanza, también trabajaba en el Servicio de información y seguridad democrática, y en el Comité Ejecutivo para los servicios de información y seguridad de Italia. Después trabajó como alto ejecutivo en el Departamento de Penitenciaría perteneciente al Ministerio de Justicia de Italia, y fue jefe de la sección de policía en oficina fiscal italiana hasta el día 14 de octubre de 2019.
Posteriormente, se dedicó a su profesión en pedagogía, trabajando en investigaciones y realizaba seminarios de psicología social en la Universidad de Siena y en la de Urbino.
El día 12 de enero del año 1999 se unió al Servicio Vaticano de la Policía Italiana, y fue nombrado inspector general. Siete años más tarde 3 de junio del año 2006 reemplazó a Camillo Cibin en el cargo de inspector general del Cuerpo de Gendarmería de la Ciudad del Vaticano, siendo escolta del papa, y a la vez fue jefe del Departamento de Seguridad y de los Servicios de Seguridad Civil, coordinando con el Cuerpo de Bomberos de la Ciudad del Vaticano hasta el día 14 de octubre de 2019.

## Condecoraciones
- Caballero gran cruz de la Orden de San Silvestre, 27 de septiembre de 2008
- Gran Oficial de la Orden al Mérito de la República Italiana, 5 de febrero de 2007.
- Comendador de la Orden de San Gregorio Magno, 12 de septiembre de 2001.
- Comendador de mérito con placa de la Sagrada Orden Militar Constantiniana de San Jorge.
- Cruz de Plata al Mérito en el servicio en la Guardia di Finanza.